# Дарковичі
Дарковичі (рос. Дарковичи) — село в Брянському районі Брянської області Російської Федерації.
Населення становить 1042 особи. Входить до складу муніципального утворення Новодарковицьке сільське поселення.

## Історія
Від 2005 року входить до складу муніципального утворення Новодарковицьке сільське поселення.

## Населення
| 2010 | 2012  | 2013  |
| ---- | ----- | ----- |
| 1109 | ↘1080 | ↘1042 |